# Balanophoraceae
Las Balanophoraceae son una familia de hierbas perenne, parásitas sobre las raíces de otras plantas, con pérdida total de la clorofila. Tallos gruesos y carnosos, coloreados. Hojas escuamiformes. Flores pequeñas, unisexuales, monoclamídeas o aclamídeas; reunidas en inflorescencias densas. Frutos en núcula o drupa. Unas 110 especies, casi exclusivamente tropicales.

## Descripción
Son plantas herbáceas, parásitas en raíces, amarillentas, rojizas o cafés, carentes de clorofila, surgiendo de estructuras subterráneas tuberosas o rizomatosas, las cuales están en contacto con la raíz del huésped; monoicas o dioicas. Hojas escamosas, grandes y numerosas o pequeñas e inconspicuas. Inflorescencias espatiformes, aparentemente no ramificadas, brácteas escamosas, peltadas y generalmente hexagonales o muy reducidas, inconspicuas a ausentes, flores actinomorfas, 3-meras, monocíclicas; estambres con anteras unidas formando un sinandro; estigmas 1 o 2. Fruto un aquenio pequeño con 1 embrión.

## Taxonomía
La familia fue descrita por Rich. y A.Rich.  y publicado en Mémoires du Muséum d'Histoire Naturelle 8: 429. 1822. El género tipo es: Balanophora.

## Géneros
| - Balanophora - Chlamydophytum - Corynaea - Dactylanthus - Ditepalanthus - Exorhopala - Hachettea - Helosis | - Langsdorffia - Lophophytum - Mystropetalon - Ombrophytum - Rhopalocnemis - Sarcophyte - Scybalium - Thonningia |